# Wiktor Sergejewitsch Kulebakin
Wiktor Sergejewitsch Kulebakin (russisch Виктор Сергеевич Кулебакин; * 18. Oktoberjul. / 30. Oktober 1891greg. in Moskau; † 11. Februar 1970 ebenda) war ein russisch-sowjetischer Elektroingenieur, Kybernetiker und Hochschullehrer.

## Leben
Kulebakin, Sohn eines Dorfschullehrers, ging in Bogorodsk zur Schule und absolvierte die Nabilkowskoje-Handelsschule in Moskau mit Abschluss 1909 mit Goldmedaille. Darauf studierte er an der Kaiserlichen Moskauer Technischen Schule (IMTU) mit Abschluss 1914. Karl Krug war einer seiner Lehrer. Infolge des Ersten Weltkriegs wurde Kulebakin zur kaiserlich Russischen Armee einberufen und absolvierte die Pilotenausbildung an der Flugschule Gattschina.
Ab 1916 lehrte Kulebakin auf Einladung Nikolai Schukowskis an der IMTU (bis 1940), die nach der Oktoberrevolution die Technische Hochschule Moskau wurde, und ab 1923 auch an der Militärakademie für Ingenieure der Luftstreitkräfte „Prof. N. J. Schukowski“ (WWIIA) (bis 1960). Er war am GOELRO-Plan beteiligt. Ab 1927 beteiligte er sich an der Erstellung der Technik-Enzyklopädie in 26 Bänden unter der Redaktion Ludwig Martens' (bis 1934). In den 1930er Jahren leitete er den Lehrstuhl für elektrische Apparate des Moskauer Energetischen Instituts (MEI). 1944 organisierte er im MEI den Militär-Lehrstuhl und leitete ihn dann. 1933 wurde er zum Korrespondierenden Mitglied und 1939 zum Vollmitglied der  Akademie der Wissenschaften der UdSSR (AN-SSSR, seit 1991 Russische Akademie der Wissenschaften (RAN)) im Bereich Energetik und Automatik gewählt.
Ab 1939 leitete Kulebakin als Gründungsdirektor das Moskauer Institut für Automatik und Telemechanik der AN-SSSR (seit 1969 Institut für Steuerung der AN-SSSR). Der Institutsmitarbeiter Georgi Schtschipanow veröffentlichte 1939 eine erste Theorie der Invarianz in automatischen Steuerungssystemen, die von einer speziellen Untersuchungskommission unter dem Vorsitz Otto Schmidts trotz der Einwände Kulebakins und Nikolai Lusins als absurde Erfindung  vernichtend kritisiert wurde. In der Folge wurde Kulebakin im Frühjahr 1941 als Institutsdirektor abgesetzt. Kulebakins Schüler Boris Petrow rehabilitierte Schtschipanow in den 1950er Jahren.
Sofort nach Beginn des Deutsch-Sowjetischen Kriegs wurde Kulebakin zum Leiter der Arbeiten der AN-SSSR und der WWIIA zur Unterstützung der Front und der Industrie ernannt. Auch wurde er Mitglied der Kommission zur Mobilisierung der Ressourcen des Urals. 1942 wurde er zum Generalmajor des Luftfahrtingenieurdiensts ernannt. 1944 kehrte er nach Moskau zurück und wurde Laboratoriumsleiter im Institut für Automatik und Telemechanik.
Auf dem ersten Weltkongress der International Federation of Automatic Control (IFAC) 1960 in Moskau berichtete Kulebakin über die Theorie der Invarianz in automatischen Regelungs- und Steuerungssystemen.
Kulebakin starb am 11. Februar 1970 in Moskau und wurde auf dem Nowodewitschi-Friedhof begraben.

## Ehrungen, Preise
- Orden des Roten Sterns (1936, 1944, 1945)[1]
- Goldene Uhr (1938)
- Ehrenzeichen der Sowjetunion (1940)[1]
- Leninorden (1942, 1958)[1]
- Rotbannerorden (1945)[1]
- Orden des Roten Banners der Arbeit (1945)[1]
- Stalinpreis II. Klasse (1950) für die Entwicklung und Einführung einer Kondensator-Gruben-Elektrolokomotive[1]
- Verdienter Wissenschaftler und Techniker der RSFSR (1961)[1]
- Jablotschkow-Preis der AN-SSSR (1962)[4]